# 持続可能な開発のための文化
持続可能な開発のための文化（じぞくかのうなかはいつのためのぶんか）とは、持続可能な開発を実現するためユネスコが文化政策面から提言する行動規範である。ユネスコでは正式には英語で「Culture for Sustainable Development」と表記するが、一般的には「Cultural sustainability（文化的持続可能性）」と略され、ユネスコ内部でも「Culture and Development（文化と開発）」とさらに短く総括している。

## 観念
2000年の国連ミレニアム・サミットで採択されたミレニアム宣言をもとに翌2001年に策定された「ミレニアム開発目標 (MDGs)」が2015年で終了することをうけ、2014年の国連総会で新たな開発目標「ポスト2015開発アジェンダ」が検討され、ユネスコも「ポスト2015開発アジェンダの文化」を発表。その実践的な試みとして「持続可能な開発のための文化（文化と開発）」がある。
具体的には、ユネスコ所管事業である世界遺産・無形文化遺産・記憶遺産や創造産業を支援する創造都市が現代まで持続（継承・発展）してきた理由として、これらの中にこそ「人類叡智の蓄積」「ノウハウ」があると捉え、それら「文化的財」に「環境財」を交え文化産業として活かすことで持続と開発の両立を実現しようと模索するものである。
また、持続可能な開発のための文化を達成するには、ユネスコのような国際機関や国家・自治体といった行政のみならず、一般市民個々人の意識変革こそが重要で、文化相対主義に基づく異文化コミュニケーションが不可欠であり、「文化多様性」という考えに帰結した。異文化理解のための手法として、実際に体感する観光、知の宝庫である図書館・博物館の活用、インターネットを介した仮想社会的ネットワーク上での情報共有を上げている。
特にユネスコで最も成功した事業として影響力のある世界遺産をカルチュラル・スタディーズ、すなわち「学習観光」の場として積極的に利用し、社会問題意識の情操と途上国での収益源とするという保護一辺倒からの転換を掲げている。

## 略史
ユネスコが持続可能な開発を文化面で実行する方針を言及したのは、1995年に「文化と開発に関する世界委員会」がまとめた『Our Creative Diversity（我々の創造的多様性）』によってで、1998年にスウェーデンのストックホルムで開催された「開発のための文化政策に関する国際会議」で「開発のための文化政策に関する行動計画」として合意された。
1998年はユネスコと世界銀行による国際会議「持続可能な発展における文化」も開催され、「持続可能な開発のための文化および文化遺産の保護」が確認された。
2002年の「持続可能な開発に関する世界首脳会議」で当時のフランス・シラク大統領が、「文化が、環境・経済・社会と並ぶ、持続可能な開発の第4の柱である」と述べ、そこで採択された実施計画で「持続可能な開発を達成するために不可欠の要素の一つとして文化多様性がある」と掲げられた。
これをうけ2005年に文化多様性条約が成立。持続可能な社会の構築を目指す国際的な動きの中で、環境・経済・社会の各分野にわたる諸課題に取り組むに当たっては、文化多様性に配慮した開発のアプローチが鍵になると指摘されている。
また、2004年には「文化のためのアジェンダ21」（カルチャー21）をユネスコと国連ハビタットが作成。
「文化の和解のための国際年」であった2010年開催の上海万博で、国連館パビリオン内にブース出展したユネスコは万博のテーマ「より良い都市、より良い生活」を引用し、「文化遺産と都市再生」と題して文化の多様性と適切な発展（開発力）が社会的結束や平和をもたらすと主張する展示を実施した。

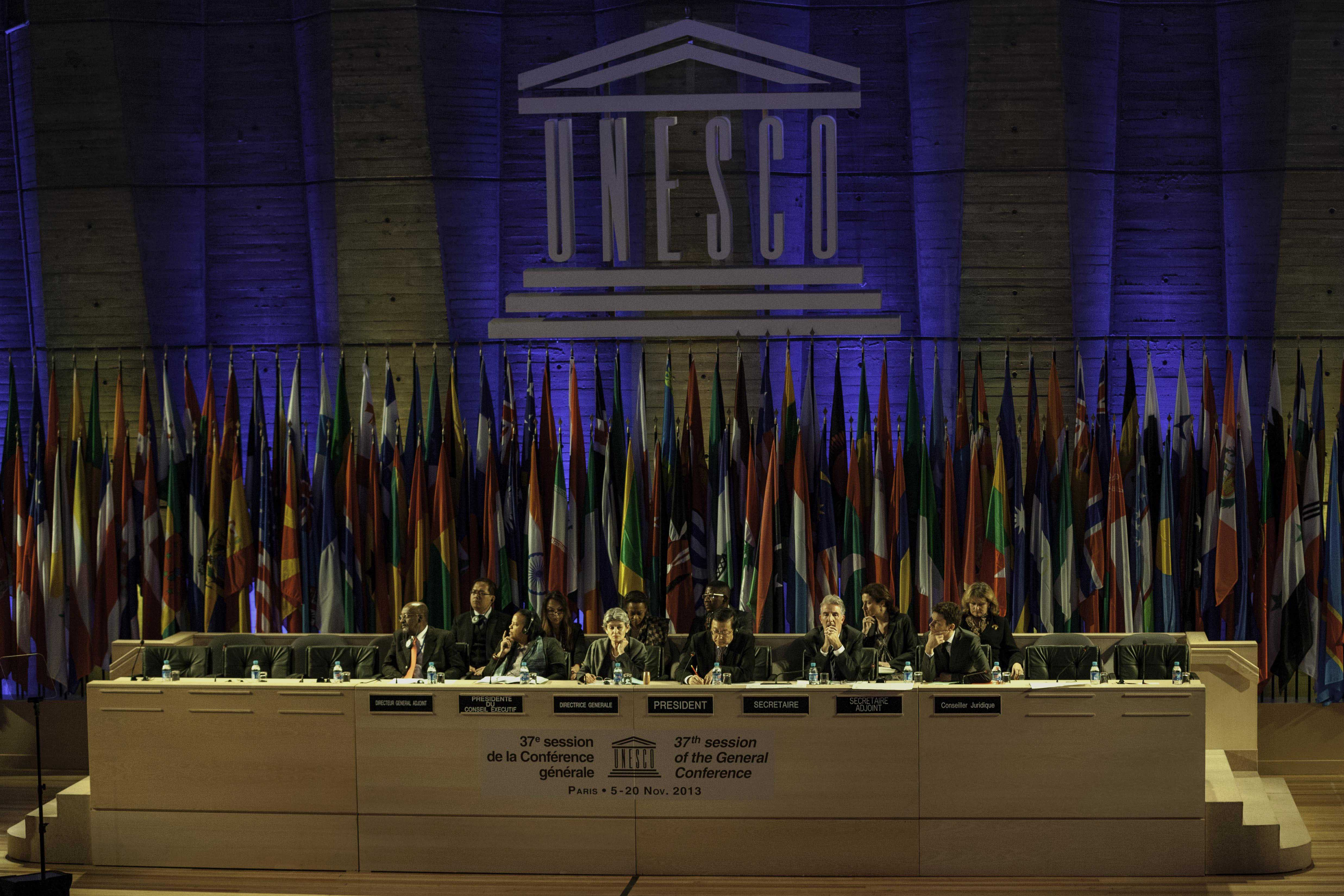
「文化と開発」を採択した2013年のユネスコ総会

同じく2010年に開催された「国連ミレニアム開発目標サミット」を経て、国連総会で「文化と開発に関する決議（文化のミレニアム開発目標）」が採択（以後、2011年と2013年に追加と改編）。
そして2012年、ブラジルのリオデジャネイロでの「国連持続可能な開発会議（リオ+20）」をうけて採択した「リオ+20の文化」、京都での「世界遺産条約40周年記念シンポジウム『世界遺産と平和、持続可能性』」と、2013年にユネスコが中国の杭州市で開催した「文化：持続可能な開発の鍵」（杭州会議）等での検討もあり、同年のユネスコ総会および2014年のユネスコ執行委員会を経て「持続可能な開発のための文化（文化と開発）」が取りまとめられた。

## 文化アジェンダ
- 文化のためのアジェンダ21（カルチャー21）

1. 文化と人権 ：個人の尊厳を尊重し、無益な争いを避け文化を維持する
2. 文化とガバナンス ：有形無形の文化を相互理解し管理する
3. 文化、持続可能性と地域 ：地域社会に根差す文化を活用する
4. 文化と社会参加 ：個々人が文化的な意識を持ち、社会運動に関与する
5. 文化と経済 ：無秩序な経済から離脱し、富の再分配などにより文化を保護する

- ポスト2015開発アジェンダの文化

1. 持続可能な開発を考える際に文化的側面を付加し、エネルギー資源の持続的な管理に伝統的な自然科学的知識を活用する
2. 持続可能な開発を理解してもらうため、文化遺産との係わりに触れながら保全する
3. グリーン経済と緑の雇用の促進、都市再生、創造産業の育成、文化遺産を活かした地域発展
4. 生活様式・生産活動・消費行動における文化的要因を配慮し、持続可能な社会を構築する

## 文化のミレニアム開発目標-抜粋-
- 国連加盟国とその政府機関ならびに協力関係にある非政府組織へ以下の実行を求める
  - 文化多様性の意識を高めるための教育とメディアを通じた啓蒙
  - 文化的開発のための機能の統合と可視化
  - 動的な文化と創造部門の発展、創造性・革新性ある企業家の育成、文化施設・文化産業への技術提供、文化の専門家育成とその雇用増加のための職業訓練
  - 積極的な文化的財の市場供給
- 地域や先住民の伝統的知識を維持する →先住民族の権利に関する国際連合宣言の重視
  - 環境管理の実践、文化と科学の相乗効果を促進
  - その保護のための法的枠組みの構築
- 違法な文化財売買の取り締まりとその返還 →文化財不法輸出入等禁止条約（ユネスコ条約）[14]の徹底
- 文化の不正利用防止のための国際協力、遺産や知的財産権を保護し文化的創造性を維持する →世界知的所有権機関 (WIPO) や世界貿易機関 (WTO) との連携、知的所有権の貿易関連の側面に関する協定 (TRIPS協定) の強化支援

## 杭州会議
杭州会議では、持続可能な開発のための文化（文化と開発）を導き出した、「ポスト2015開発アジェンダの文化」・「文化、貧困と健康福祉」・「文化：社会的結束成功の鍵と推進力」・「持続可能な都市、遺産と創造」・「持続可能な開発アジェンダに文化遺産を導入」・「平和と和解」・「文化と地方自治」・「文化：環境維持の可能性のための推進力」・「持続可能な開発への創造の貢献」・「持続可能な都市実現への文化の貢献」が論点として議題になった。
これらの議論を経て、「杭州宣言」と行動方針が発表された。
❝文化は確実に持続可能性を可能にする。価値観や自尊心、社会的結束と関与がその力の源となる。文化は創造性と更新のための我々の最も強力な力である。❞ =ユネスコ事務局長イリナ・ボコヴァ
- 人権、平等、持続可能性と同等の措置として、すべての開発効率向上の政策やプログラムに文化を統合する
- 平和と和解を促進するため、文化の相互理解を促進する
- 包括的な社会開発を促進するため、文化的権利（英語版）を確実なものにする
- 貧困削減と包括的な経済発展のために文化を活用する
- 環境の持続可能性を促進する文化を構築する
- 災害と気候変動に対する抵抗力を文化によって強化する
- 文化を保護し次世代に引き継ぐ
- 持続可能な都市開発と管理を実現するための資産として文化を利用する
- 革新的で持続可能なモデルを促進するために文化を活かす

## 主な取り組み
- リオ+20での文化 - リオ+20では雇用・エネルギー・都市・食糧と水・海洋・災害が優先順位事項とされ、その中で文化的な対応ができるものから行動を開始する。
  - 雇用 …世界遺産・生物圏保護区へのエコツーリズムに伴う観光業や、創造産業への就労誘導。
  - エネルギー …エネルギー効率改善都市へのユネスコの参入や、生物多様性条約でのバイオマス管理。
  - 都市 …文化産業（文化遺産）と創造産業（創造都市）が併存する「持続可能な都市」の推進（例：中国の杭州や蘇州）と都市環境破壊の防止。
  - 食糧と水 …農業や水利関係の世界遺産登録と、互換関係にある国際連合食糧農業機関による農業遺産や、国際かんがい排水委員会によるかんがい施設遺産（灌漑#灌漑の顕彰と保全参照）の推進。
  - 海洋 …世界遺産・生物圏保護区への海洋域の登録推進や、世界で最も美しい湾クラブのような民間事業の支援。
  - 災害 …気象観測網と警報システムの普及、防災教育、被災地での文化的な暮らしの提供と精神的拠り所（宗教施設）の再建。

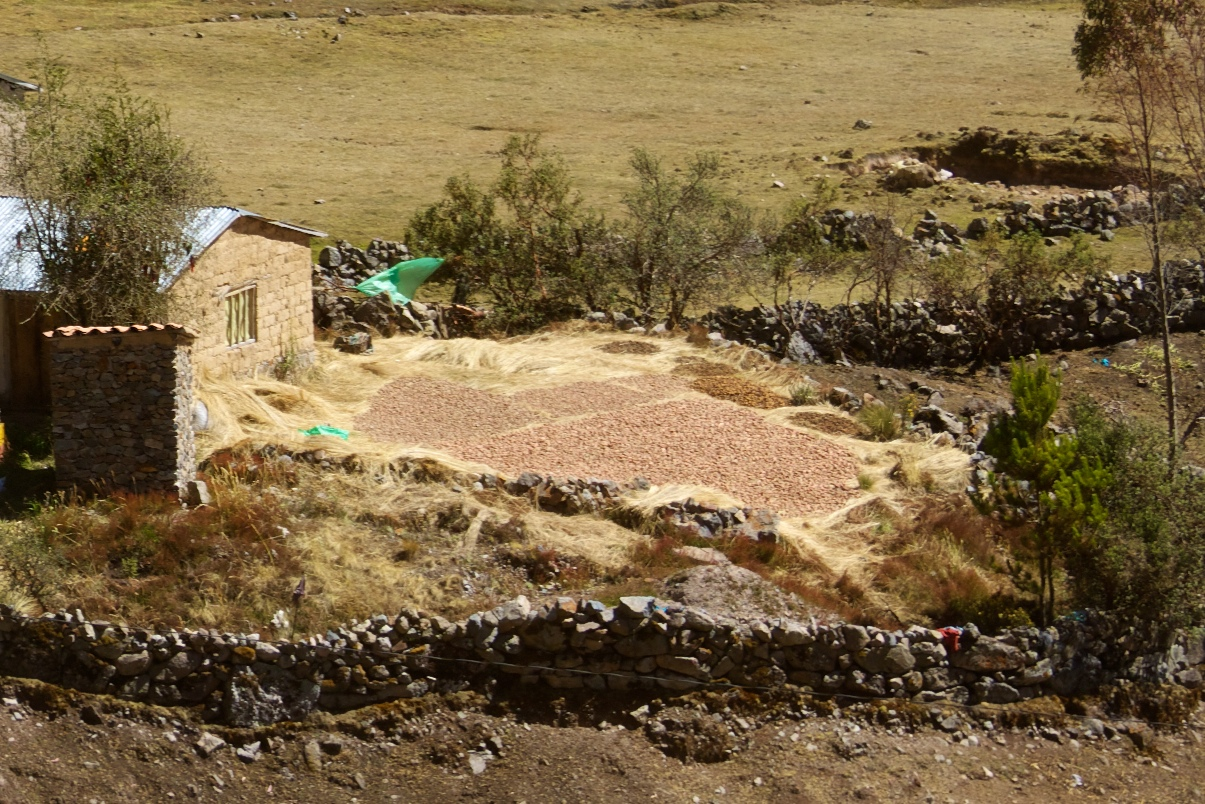
ペルーの農業遺産「アンデスのポテト栽培」は先住民の知恵の結晶

- コインの両面 - 持続可能な開発のための文化は文化力による打開策を模索するものだが、生態系などの自然環境の保護も併行する。文化と自然は表裏一体であり、双方の要素を持ち合わせる世界遺産での複合遺産や文化的景観など、文化的環境を重視。
- 文化と人権 - 人権を尊重することは無用な争いを避け持続可能な社会を築く足掛かりとなる。国際人権規約、特に経済的、社会的及び文化的権利に関する国際規約の履行。
- 文化の貢献 - 健康的で豊かな精神を持つ人間性を養うことが大切で、インフラストラクチャーの整備・活用を促進する。文化面では学校・美術館・スポーツ施設などを充実させる。
- 貧困緩和 - ワーク・ライフ・バランスの確立こそが持続可能な社会を実現する。対策は上記の「雇用」の欄に同じ。

この他、「持続可能な開発と環境変化」や「地域と先住民の知識」として、科学的な知識とは別に地域毎に根差した伝統的習慣や先住民がもつ知恵に環境負荷を減らす開発のヒントがあるとしている。

## 経済との相関
文化や持続性を考慮しても開発とは経済活動になる。「文化のためのアジェンダ21」でも「文化と経済」として経済問題に触れているが、危惧しているのは新自由主義やグローバル資本主義・自由市場資本主義が経済的不平等（富の偏重）をもたらし、文化的マイノリティを生み出し追い詰めかねず、グローバリゼーションは固有文化やアイデンティティーをも浸食することにある。2008年のG20サミットで当時のブッシュ・アメリカ大統領は、「自由市場資本主義は時間・空間・文化・宗教に関わらず有効性を示してきた」と主張。
トマ・ピケティは『21世紀の資本』で「資本主義は持続不可能な格差を生む」と指摘。歪な資本主義が文化多様性や文化持続性を蝕んでいる。
グローバル・チャレンジ・ファウンデーションが発表した研究『12 Risks That Threaten Human Civilisation（人類を脅かす12のリスク）』の中には、「Global System Collapse（グローバリズムによる破滅）」も上げられており、世界経済のグローバル化により連鎖的な経済危機や貧富の拡大で社会が不安定化しており、経済破綻が起これば世界全体に社会混乱が波及し、持続可能性が断たれる恐れを示唆している。
しかし、「文化と開発」は経済的自由主義（経済的自由権）を否定するものではない。開発によって犠牲になりがちな環境や文化であるが、開発から得られた収益が保護費用に還元されることもあり、経済成長の必要性はある。開発と保護は表裏一体の関係にあり、そのためにも持続可能な開発計画と文化的健全性、公益資本主義が求められる。
保護のみであれば国家主義・大きな政府が有効に思えるが（保護名目での強制強要は許されない）、社会主義の中国ですら市場経済を導入したことで格差は広がっており、例えば北京の都市化により昔ながらの路地胡同が失われ、深刻な大気汚染は酸性雨をもたらし歴史的建造物を危機に晒し、経済発展に伴い伝統的な生活様式も忘れられつつある。

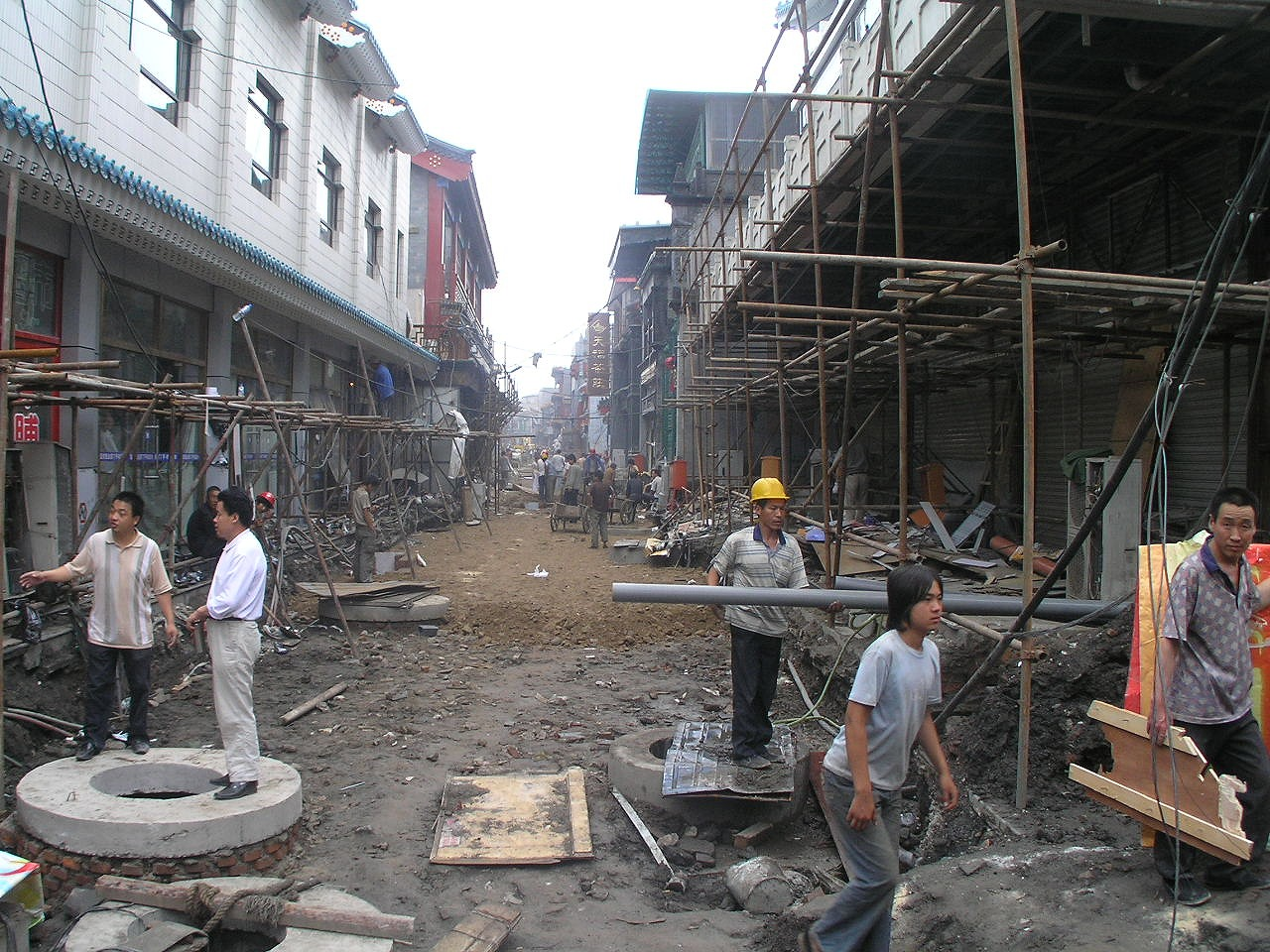
再開発で北京の古い景観や生活は激減した

また、先進国に共通する問題として、少子高齢化による人口減少社会の到来は文化消費を含めた経済力の低下を招き、文化の継承を危ういものにする。一定の機械化はある程度の抑止効果をもたらすが、工業化は環境負荷が大きく持続可能性に逆行するばかりか、そもそも文化は人から人へ伝承されるべきものである（ミーム）。
他方、知識経済・文化経済学の視点では、文化持続性の効果が期待される面もある。例えばクールジャパンによる「文化の輸出」などに現れる可能性がある。但し、文化の押し売り・文化侵略には注意をはらう必要があり、文化摩擦になってはならない。地域文化の尊重と多文化主義の共存に基づくエシカルな経済活動が求められ、それは紫の経済として実行される。
文化自身が持つ経済性を引き出すため（富の創造）、ユネスコは「遺産と創造性」を推進している。

## ユネスコ70周年事業
“未来へ - ユネスコは大きく社会が変化する現代に、再生可能な資源 －教育・文化多様性・科学的探究・人間の知恵の無限のエネルギー － に投資し、開発を可能にし、持続可能な未来を信じる。

文化、対話、社会的結束、経済成長と創造のための力は、ユネスコ業務の中心にある。ユネスコはそれが人間の統治と法の支配を中心に、権利に基づくべきであると考える。” 〜『ユネスコ70周年の祝辞』「過去から未来へ」より
設立から70年を迎えたユネスコは、持続可能な開発のための文化を今後活動の中核に据え、業務全般に意向を反映させてゆく。例えば「世界遺産の登録審査に際し、対象物件に文化的持続可能性があるもの（継承者がいることや維持に必要な文化資材の供給が安定しているなど）が優遇されることも考えられる」と木曽功元ユネスコ日本政府代表部特命全権大使は講演で触れている。
2015年6月28日〜7月8日に開催された第39回世界遺産委員会において、持続可能な開発のための文化の世界遺産における実施要領が検討された。

## 協賛団体との連携
ユネスコと協力し持続可能な開発のための文化を推進する関連組織の行動
- UNWTO（世界観光機関）/ サステナブルツーリズムの奨励
- 国連大学高等研究所 / 日本の里山精神を広めるSATOYAMAイニシアチブ[22]
- ICLEI（国際環境自治体協議会）/ 持続性のための地方自治
- UCLG（都市・自治体連合（英語版））/ サステナブルシティ
- ILO（国際労働機関）/ 持続可能な発展の協力となる鍵〜就労[23]

ユネスコが持続可能な開発のための文化を推進するにあたり関心を示している活動
- スマートシティ
- スローシティ
- 世界で最も美しい村

## さらなる発展
2015年で終了するミレニアム開発目標 (MDGs) をうけ、新たに「持続可能な開発のための2030アジェンダ」が採択され、2030年に向けた国際目標である「持続可能な開発目標 (SDGs)」が策定された。ユネスコもこれに合わせて新たな行動指標を勘案する。
ユネスコ業務の範疇として既に取り組みが始まっている分野は、貧困（目標1）・食糧（目標2）・平等（目標5）・エネルギー（目標7）と水（目標6）で、教育（目標4）・ジェンダー（目標5）・都市環境（目標11）・気候変動（目標12）・平和（目標16）なども対象となり、目標14・15の海洋資源の保全、陸地生態系の保護、森林の管理、砂漠化への対処、土地の劣化防止および生物多様性の損失阻止などは世界遺産や生物圏保護区の登録・運用に影響を与えることになる。

### 引用・参照
1. ↑  ミレニアム開発目標（MDGs）の達成状況/MDGsの概要と8つの目標 - 独立行政法人国際協力機構 (JICA)
2. ↑  ポスト2015開発アジェンダ - UNDP
3. ↑  The way forward: a human centred approach to development - UNESCO（英語）
4. ↑  World Heritage and Sustainable Tourism Programme（世界遺産と持続可能な観光プログラム） - UNESCO（英語）
5. ↑  Our Creative Diversity - UNESCO（英語）
6. 1 2  持続可能な社会を支える文化多様性　寺倉憲一 - 国立国会図書館 総合調査「持続可能な社会の構築」 (PDF)
7. ↑  文化的表現の多様性の保護及び促進に関する条約 (PDF)
8. ↑  SHANGHAI WORLD EXPO 2010 - UNESCO（英語）
9. ↑  Culture and Development Resources - UNESCO（英語） ※各ResolutionのPDFをダウンロード
10. ↑  リオ＋20とその後：持続可能な未来に向かって - 国連広報センター (PDF)
11. ↑  世界遺産条約採択40周年記念最終会合報告書 - 外務省 (PDF)
12. ↑  The Hangzhou International Congress　Culture : Key to Sustainable Development - UNESCO（英語）
13. ↑  Culture and Development - UNESCO（英語）
14. ↑  ユネスコ条約 (PDF)
15. ↑  The Hangzhou Declaration: Heralding the next era of human development - UNESCO（英語）
16. ↑  Sustainable Development and Environmental Change - UNESCO（英語）
17. ↑  Local and Indigenous Knowledge Systems - UNESCO（英語）
18. ↑  わかる！国際情勢 №21 2008年12月24日 - 外務省 Archived 2015年1月18日, at the Wayback Machine.
19. ↑  12 Risks That Threaten Human Civilisation - Global Challenges Foundation（英語）
20. ↑  70th anniversary, UNESCO - UNESCO(英語版)
21. ↑  Tentative Lists submitted by States Parties as of 15 April 2015, in conformity with the Operational Guidelines (PDF)  - UNESCO World Heritage Centre　39th session of the Committee　Working documents(WHC-15/39.COM/8A)
22. ↑  SATOYAMAイニシアティブ国際パートナーシップ
23. ↑  The cooperative key to sustainable development（英語）
24. ↑  UNESCO 's contribution to post-2015 - UNESCO（英語）
25. ↑  Bringing science and development together through original news and analysis - Sci Dev Net（英語）
26. ↑  Water Sector Organizations discuss SDGs with European Commissioner - UNESCO-IHE（英語）

### 補稿
1. ↑  文化多様性を推進するEU域内での欧州統合に際しては欧州懐疑主義が生まれ、文化多様性を否定し単一文化主義（英語版）を主張する意見もある。
2. ↑  「開発のための文化政策に関する国際会議」がストックホルムで開催されたのは、1972年にストックホルムで国際連合人間環境会議が開催され初めて国際的に環境問題を議論したことを顕彰する意味合いで選ばれ、この会議は同年に世界遺産条約が制定されるきっかけともなった。
3. ↑  文化多様性条約が目指すところは「文化権（英語版）（有形無形の伝統あるいは固有文化の保護・新たな文化の創造・文化享受と選択の自由）の確立」・「異文化を尊重し調和のとれたグローバリズム」で、日本は締結に向けて検討中。「文化的表現の多様性の保護及び促進に関する条約の締結に向けた取り組みについて（建議）」（文部科学省）参照。
4. ↑  「リオ+20」とは、アジェンダ21などが採択された1992年の「環境と開発に関する国際連合会議」（リオサミット）から20年後に再びリオで「国連持続可能な開発会議」が開催されたことにより付けられた通称。
5. ↑  中国では杭州会議をうけ「製造から創造へ（中国制造走向中国创造）」を標榜するようになった。
6. ↑  稼働遺産#今後の課題と対策内の創造都市の記述も参照。
7. ↑  資本主義を否定した文化大革命は文化持続性も否定し、文化闘争は経済混乱を引き起こしたことでさらなる文化崩壊（英語版）を招いた。
8. ↑  中国では都市部の開発に伴い、鬼城（ゴーストタウン）や城中村（スラム）といった現象も問題化している。
9. ↑  多民族国家であるアメリカは施策としては文化多様性を採るが、大きな収入源であるコンテンツ産業がアメリカニゼーションを否定され受け入れられなくなることを危惧し文化多様性条約は未締結。しかし、北朝鮮を描いた映画『ザ・インタビュー』の公開に際し、北朝鮮によるものと思われるサイバー攻撃を被ったことで、表現の自由を正当化するため締約を求める声もある。
10. ↑  ムハンマド風刺画に対する報復としてのシャルリー・エブド紙襲撃テロ事件をうけ、ユネスコは文化戦争へと発展することを憂慮している。
11. ↑  資本主義・社会主義に対する第三の経済システムとして、利子を取らず篤志家による寄付ワクフや一般人の自発的寄付サダカによるイスラム経済に基づく文化事業の在り方も注目される。

### 動画
- 国連総会「Culture and Sustainable Development in the Post-2015 Development Agenda（ポスト2015開発アジェンダでの文化と持続可能な開発）」講演＆討論 - UNESCO（英語）